# Cheval chez les peuples amérindiens

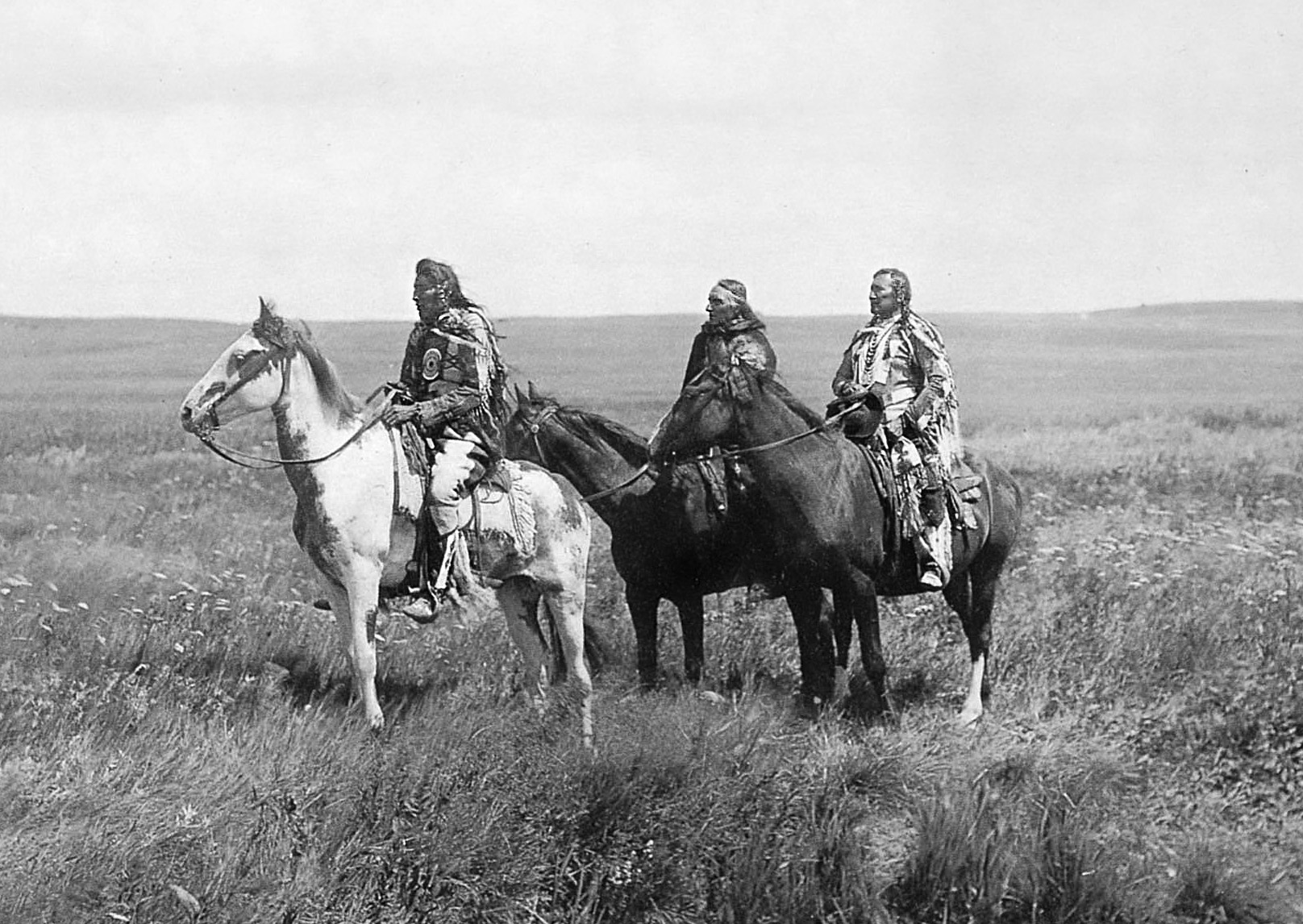
Trois chefs Blackfeet et leurs chevaux.

L'histoire du cheval chez les peuples amérindiens est d’abord celle d'une longue disparition de l'espèce du continent américain, accompagnant la fin de la dernière période glaciaire. Elle recommence par l'importation de chevaux dans les navires des colons européens au XVIe siècle. Adopté par les tribus amérindiennes aussi bien au Nord qu'au Sud du continent, le cheval fait d'elles des peuples cavaliers reconnus. L'adoption de chevaux par les différents peuples amérindiens influence profondément leur manière de vivre et leur culture.

## Histoire
La relation des Amérindiens avec le cheval est source de nombreux fantasmes, les opinions allant d'une vision poétique de bons sauvages capables d'incroyables et mystérieuses prouesses équestres, à celle de barbares exploitant le cheval sans vergogne. La difficulté à connaître la vérité est en grande partie due au fait que les peuples amérindiens n'ont quasiment pas légué d'écrit : quand les premières études ethnologiques ont lieu, leur culture s'est déjà considérablement modifiée sous l'influence des colons européens et de leurs descendants. De plus, aucune recherche n'a été faite avant le XXe siècle concernant leur maîtrise de l'élevage et de l'équitation.
Les Amérindiens sont vraisemblablement devenus des peuples cavaliers en raison de leur mode de vie nomade, impliquant un contact étroit et permanent avec le cheval, et de leur spiritualité tournée vers la survie.
Pour Walter Prescott Webb, « La machine à vapeur, l'électricité et le pétrole n'ont pas apporté autant de changements dans notre culture que le cheval n'en produisit dans la culture des Indiens des Plaines. »

### Disparition durant la Préhistoire
Des traces fossiles de restes d'os de chevaux datant de la Préhistoire ont été retrouvées sur le continent nord-américain. Les chevaux sont présents lorsque les premiers hommes arrivent d'Asie par la langue de terre qui relie l'Asie et l'Amérique au niveau du détroit de Béring actuel, et peut-être d'Europe à l'époque glaciaire, comme semblent le montrer des traits génétiques communs sur des restes fossiles humains retrouvés en Europe et sur le Nouveau Continent, ou bien des similitudes dans la forme et la taille d'armes.
Leur disparition soudaine du continent américain reste une énigme. Les tribus indiennes sont alors soit sédentaires (avec une activité orientée vers l'agriculture), soit nomades avec un mode de vie basé sur la chasse et la cueillette, parfois les deux selon les circonstances.

### Importation depuis l'Europe

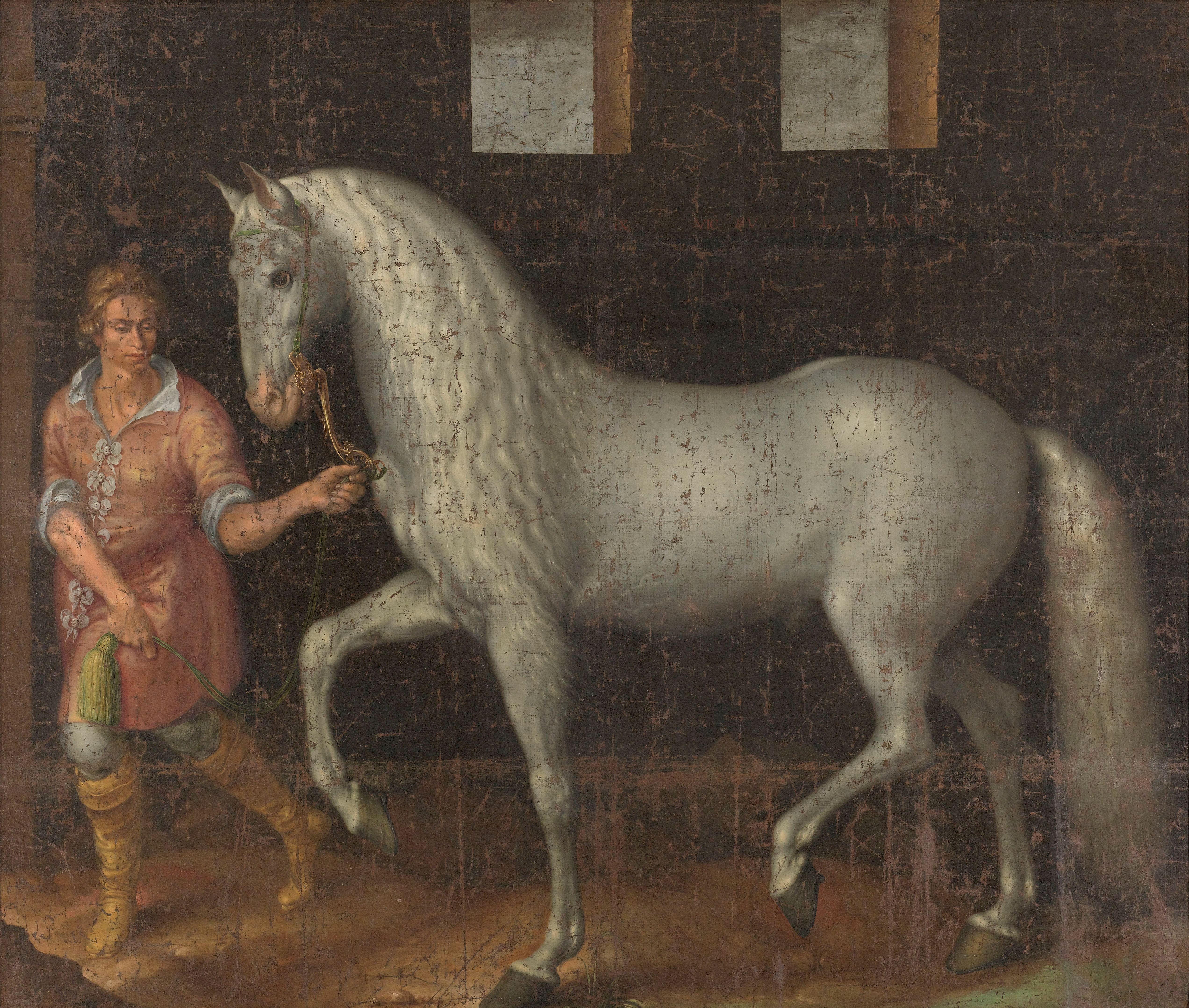
Cheval andalou en 1600.

La colonisation, notamment par les Espagnols et les Portugais au Sud, les Anglais à l'Est et au Nord, les Français en Nouvelle-France et au Québec, amène des populations de plus en plus importantes depuis l'Europe ainsi que du bétail et des chevaux en grand nombre pour l'établissement dans les colonies. Les conquistadors mettent la frayeur des autochtones vis-à-vis du cheval-dieu à leur profit pour favoriser la conquête. Les premiers contacts en Amérique du Nord se font lors des expéditions par les Espagnols depuis le Mexique dans les territoires du Texas, Nouveau-Mexique, Californie, Colorado, Arizona, Utah et Nevada actuels.
À la fin du XVIIIe siècle, les chevaux tachetés ne sont plus à la mode en Europe, les éleveurs de France, Espagne, Pays-Bas, Angleterre et Autriche se débarrassent de ces chevaux qu'ils vendent pour leur exportation vers le Nouveau-Monde, au Mexique, Californie et Orégon. Leur type est très proche de l'appaloosa originel des Nez-Percés.

### Adoption par les tribus amérindiennes
Dès la fin du XVIe siècle, les Apaches ou les Navajos ont parfaitement intégré le cheval. Il est plus facile pour eux de faire des razzias et des vols de chevaux déjà dressés que d'aller capturer des chevaux revenus à l'état sauvage, ce qui demande beaucoup d'habileté pour la capture et de savoir équestre pour le débourrage. Cela sera vrai des autres tribus par la suite, les guerriers faisant d'ailleurs un titre de gloire et de reconnaissance de leur habileté à voler des chevaux chez l'ennemi. Des témoignages d'époque rapportent avoir vu des montures marquées chez les Indiens.
Vers 1670, des annales espagnoles évaluent le nombre des chevaux de colons européens disparus à plus de 100 000. Le cheval se diffuse vers les tribus de l'Est et les Indiens des Plaines, jusqu'au Pacifique. Les peuples chasseurs et guerriers trouvent rapidement l'intérêt qu'ils peuvent tirer de ce nouvel arrivant. Les échanges, les guerres et les razzias inter-tribales amènent le cheval chez les Comanches au début du XVIIe siècle : ils deviennent les cavaliers de légende admirés de tous et des commerçants de chevaux. En 1800, le cheval est présent partout et adopté sur pratiquement tout le continent américain.
Sous la pression de l'avancée des colons vers l'ouest et lorsque les grands troupeaux de bisons des plaines d'Amérique du Nord se trouvent presque anéantis, les tribus amérindiennes sont contraintes de se sédentariser dans des réserves et le rôle du cheval devient celui d'un simple animal de travail. Les petits animaux rustiques à l’endurance réputée sont croisés avec des animaux de trait.

#### Dénomination
Les tribus amérindiennes donnent au cheval un nom dépendant de leur culture et des influences locales : Grand chien (Cris), Chien rouge (Gros Ventres), Dieu chien (Comanches), Chien mystérieux (Kiowas, Nez-Percés), Élan de France (Indiens du Canada français), Chien-élan (Pieds-Noirs), Étrange cerf (Cheyennes), Cavalis (Caddos), un nom inconnu pour les Apaches.

## Sélection et élevage
Leur goût pour ce qui est voyant amène les Indiens nord-américains à préférer les chevaux de couleurs. La capture d'animaux sauvages met également en valeur les qualités et la bravoure de celui qui tente l'aventure et la réussit.
Les chevaux de l'Oregon sont caractérisés par une crinière et une queue peu abondantes. On ne sait pas si ce trait génétique est apparu lors de croisements et de sélections, ou s'il est issu de chevaux dont les éleveurs et les espagnols ont voulu se débarrasser en y voyant un signe de faiblesse.

### Appaloosa

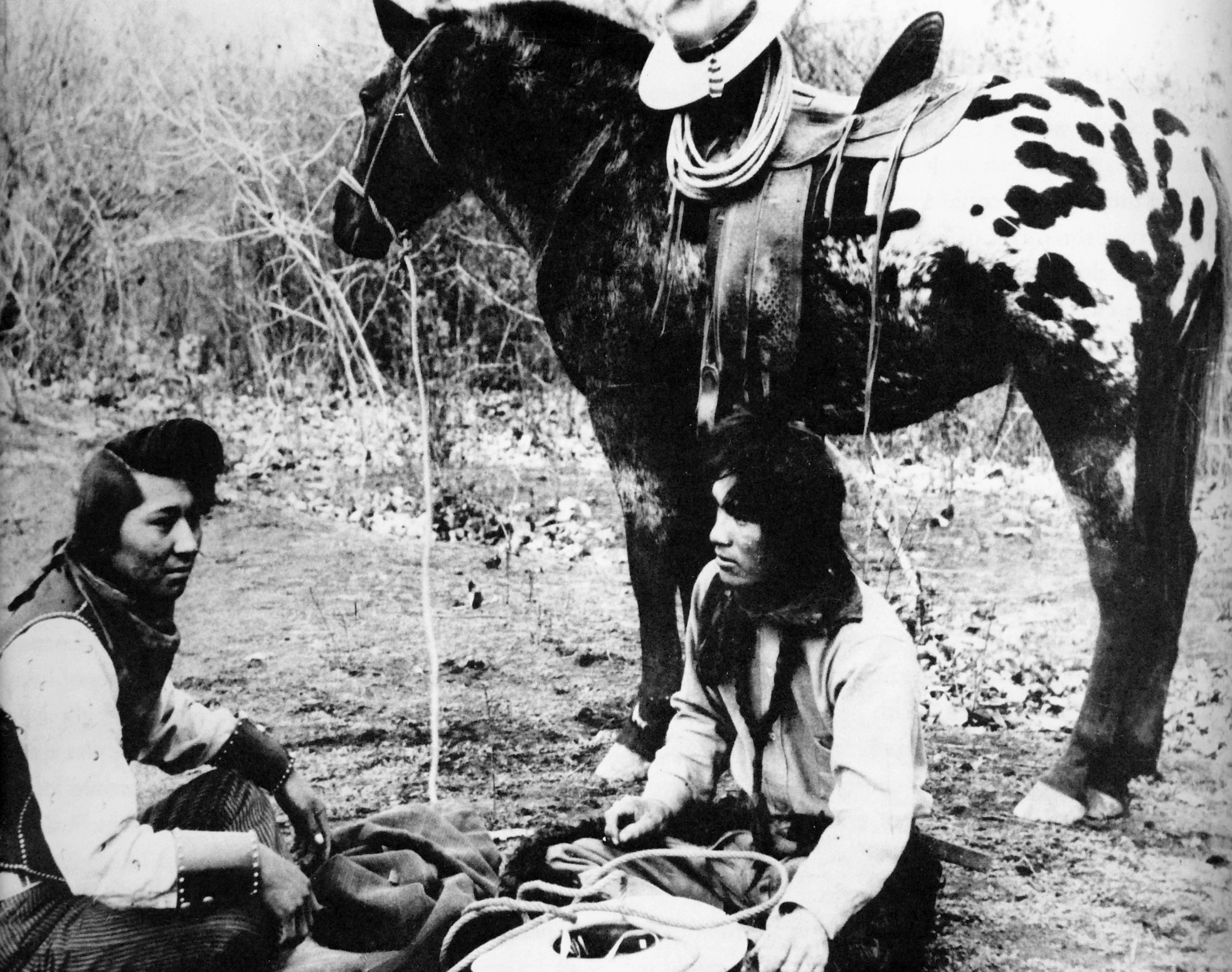
Indiens Nez-Percé et cheval appaloosa en 1895.

L'Appaloosa est une race originaire du nord-ouest des États-Unis, elle est sélectionnée traditionnellement par les Indiens Nez-Percés (Nimíipuu) établis près de la rivière Palouse. La grande particularité de ces chevaux est d'avoir très souvent une robe tachetée, entre autres caractéristiques physiques étonnantes. La tribu Nez-Percés perd la plupart de ses chevaux en 1877 et la race connaît un déclin de plusieurs décennies, ne survivant que grâce à la ténacité de quelques éleveurs, jusqu'à la création d'un stud-book en 1938. Depuis le milieu du XXe siècle, de très nombreux croisements avec des chevaux Quarter Horses et Pur-sang sont effectués. Au début du XXIe siècle, peu de différences existent, à part la robe, entre les Appaloosas, les Quarter Horses et les Paint Horses qui forment les trois races autorisées dans les concours internationaux de monte Western. Désormais, l'Appaloosa est l'une des races les plus populaires aux États-Unis. Les éleveurs Nez-Percés préfèrent le nom de Palouse Horse ou Nez Perce Horse pour le cheval issu de leurs élevages.

### Cheval des Nez-Percés

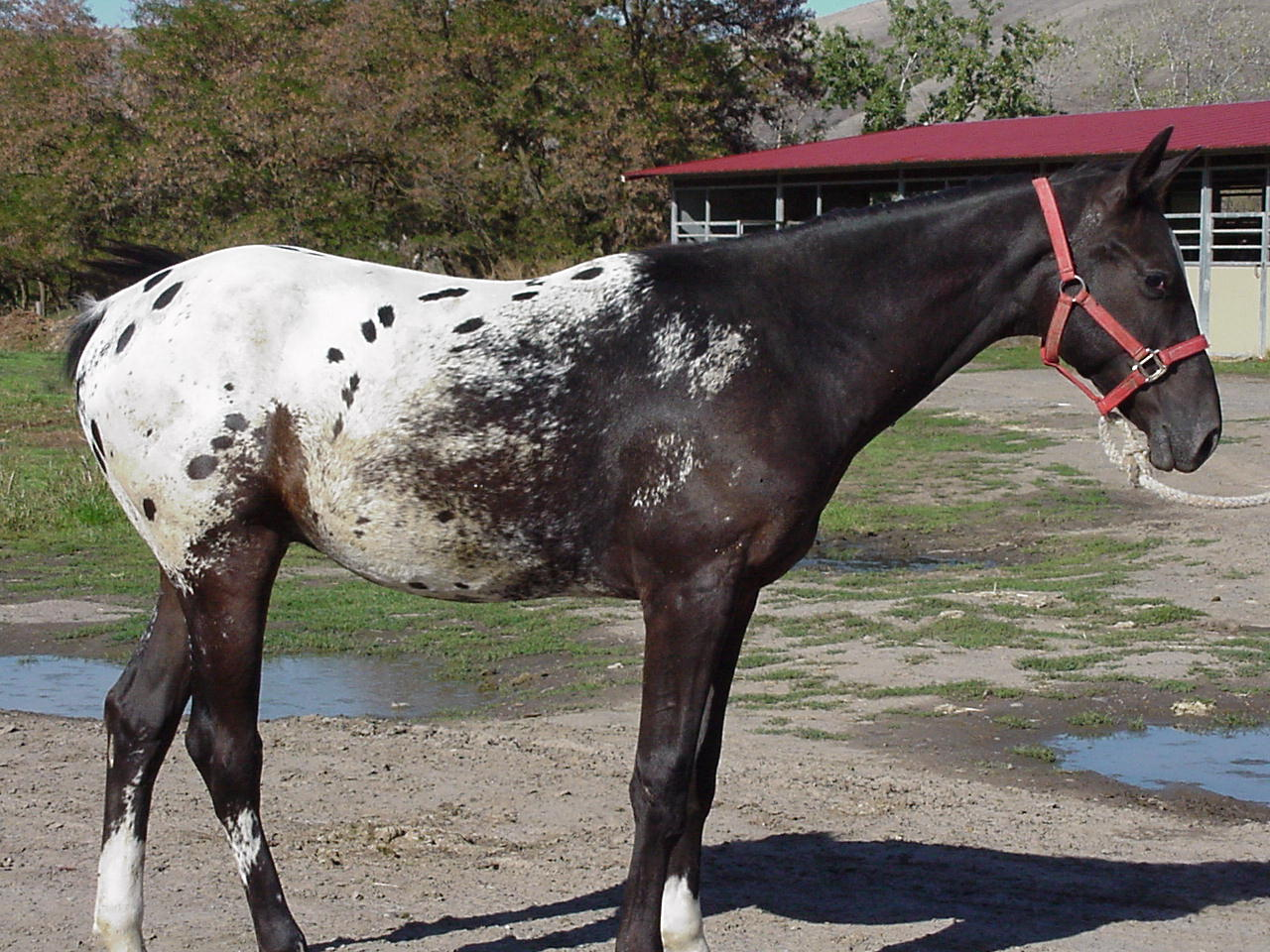
Un cheval à la réserve des Nez-Percés.

Le cheval des Nez-Percés est une race de chevaux de selle en cours de reconstitution afin de retrouver le type originel des anciennes montures Appaloosa des Indiens Nez-Percés. Pour cela, les Indiens de la réserve des Nez-Percés croisent les Appaloosas modernes avec des Akhal-Teke, un cheval turkmène décrit comme proche physiquement.

## Dans la culture
La mythologie indienne permet de se représenter la place qu'a occupée le cheval pour ces peuples. Les Amérindiens attribuent aux chevaux des qualités en fonction de leur robe, ainsi, ceux qui portent une robe pie avec juste les oreille colorées (robe tovero) sont nommés des « medecine hat » et crédités de pouvoirs surnaturels.
L'hippophagie est généralement taboue : la tribu des Sioux Lakota, au Dakota du Sud, protège un troupeau de chevaux sacrés (Sacred horses) et le considère comme des membres de la famille, à la manière des vaches sacrées de l'Inde.
Les Pimas de l’Arizona expliquent l’origine du cheval par un mythe, forcément postérieur à l'arrivée des Européens. Deux frères chassaient, et l’aîné, pris de pitié en voyant le cadet souffrir en chargeant cerfs et chevreuils sur son dos, lui dit : « Perce-moi par une flèche de face, puis par une flèche de côté, coupe-moi transversalement en quatre morceaux que tu jetteras à l’eau, puis reviens dans quatre jours. » Le cadet s’exécuta plein de douleur et, lorsqu’il revint, découvrit quatre animaux inconnus : des chevaux, deux mâles, deux femelles, un noir, un blanc, un bai et un couleur de cerf…